# Mešita Al-Rahmán (Bagdád)
Mešita Al-Rahmán (arabsky جامع الرحمان‎, doslova Mešita nejmilosrdnějšího) je nedokončený muslimský svatostánek, který se nachází v hlavním městě Iráku, Bagdádu. Stoj v místní části Al Mansúr nedaleko centra města. Mělo se jednat o monumentální svatyni o půdorysu kružnice o délce 250 metrů. Dokončena měla být podle původního plánu v roce 2010 a poskytnout zázemí pro 15 000 věřících.

## Historie

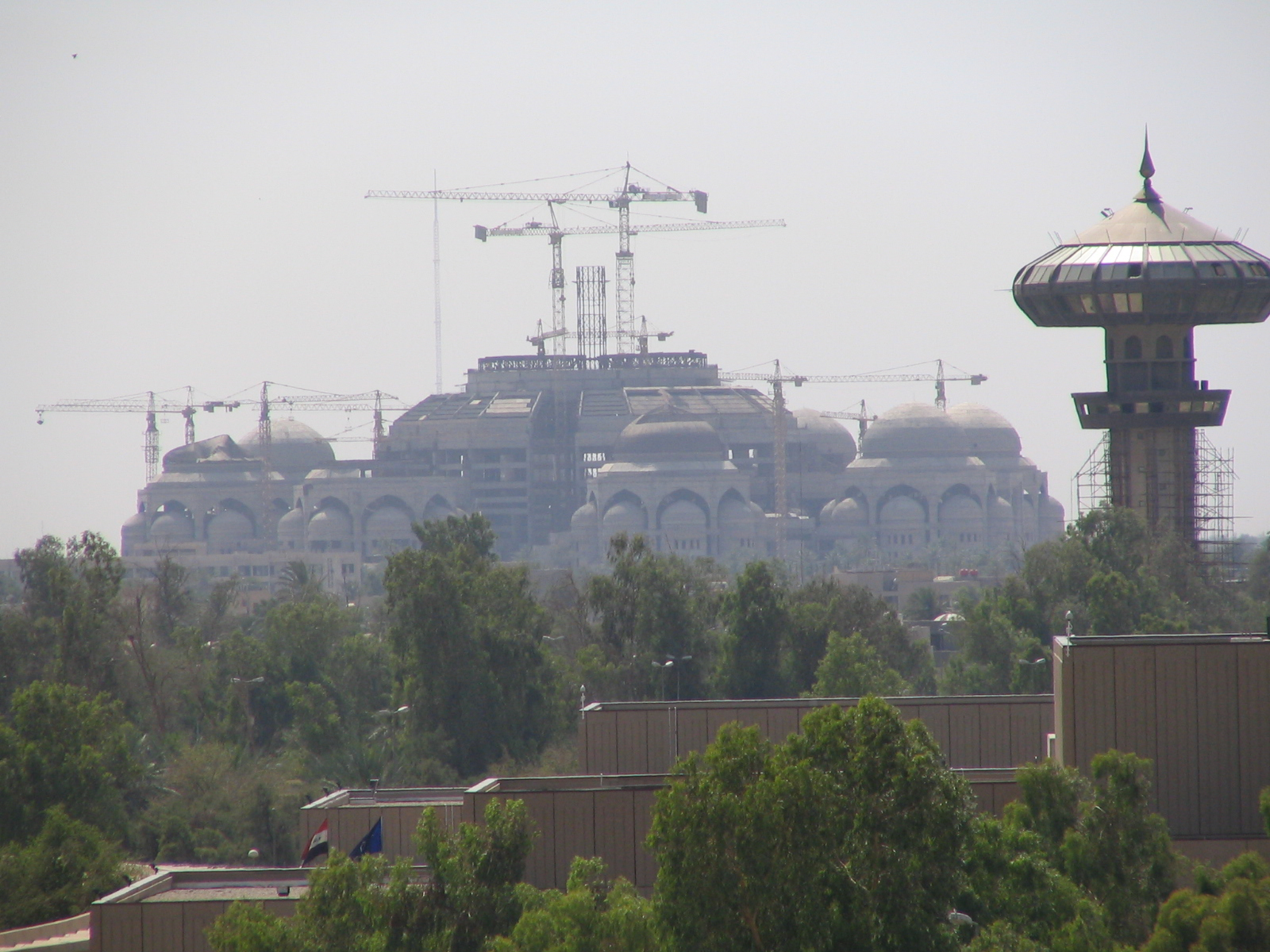
Staveniště v roce 2006.

Mešita vznikla z rozhodnutí tehdejšího iráckého vůdce Saddáma Husajna, který po roce 1990 začal více dbát na význam islámu v Iráku. V rámci kampaně podpory víry zavedl některé principy práva šaría v iráckém školství a vědě. Dalším bodem kampaně byla výstavba velkých svatostánků v iráckých městech. Velkou mešitu pro Bagdád měl vyprojektovat architekt Sahír al Kajsí. Islámské společenství a bagdádská univerzita podepsaly smlouvu, stavební práce mělo uskutečnit irácké Ministerstvo bydlení a výstavby. Zvolena byla lokalita v místní části Al Mansúr. Původně byla zvolena lokalita starého hipodromu, nicméně roku 1993 padlo rozhodnutí stavět na současném místě. Projekt velkolepé stavby byl několikrát přepracováván a podílela se na něm řada architektů. Afif Džavád nakonec připravil realizovaný návrh, podle něhož měla hlavní kupole být obklopena osmi menšími. Centrální dóm měl být zevnitř obložen pozlacenou keramikou. Měla být 84 metrů vysoká. Stavba byla často přirovnávána k Tádž Mahálu.
Stavební práce byly zahájeny v roce 1999 a probíhaly až do války v roce 2003, kdy byly v souvislosti s politickými změnami v zemi zastaveny. Od té doby zůstalo pouze staveniště a mešita nebyla dokončena. Centrální kupole stále chybí a realizován byl do jisté míry vyzděný betonový skelet. Ministerstvo, které mělo přikázáno stavbu vybudovat, bylo nakonec zrušeno. 
Během nepokojů v Iráku během války se stala lokalita vděčným zázemím pro různé ozbrojence. Postupně zde vyrostl slum pro zhruba 150 rodin bez domova. Jednou na místě zasahovala i irácká armáda. 
Dokončení mešity bylo v roce 2020 předmětem soudního jednání, kdy soud nařídil dokončení stavby Šíitské nadaci, která vznikla po transformaci původního ministerstva. Rozsudek nicméně nebyl vymáhán a osud monumentální stavby tak zůstal nejasný. Strana ctnosti byla obviněna z toho, že nedokončený objekt 16 let používala nedovoleně a měla zaplatit odškodné.
V roce 2021 byla diskutována možnost přestavby mešity na budovu nového národního muzea ve snaze podpořit rozvoj turistiky v Bagdádu.